# Nois de la Torre
Els Nois de la Torre són una colla castellera de Torredembarra, al Tarragonès. La presentació oficial de l'agrupació amb la camisa blau cel tingué lloc per la diada de Santa Rosalia del 4 de setembre de 1975, convertint-se així en la vuitena colla en actiu més antiga de l'era castellera actual (d'entre les més de 100 que hi ha als nostres dies). Des de la fi dels anys 1970 a la primera meitat dels 1980 va aconseguir notables castells de la gamma alta de set, rebent així el qualificatiu de colla revelació del moment per part de la crítica castellera del període.
Tanmateix, des del 1997 fins al 2013, els Nois de la Torre van organitzar amb periodicitat biennal el Concurs de castells Vila de Torredembarra, conegut també com el Concur7, on s'hi convidaven les colles que no podien accedir al concurs de Tarragona. A partir de l'any 2014 aquest esdeveniment va passar a integrar-se dins l'estructura organitzativa del Concurs de castells de Tarragona, disputant-se el diumenge anterior per 12 les colles situades a partir del lloc 31è de la classificació del rànquing del Concurs.
Entre els seus membres hi figuren Josep Bargalló i Valls, ex-conseller en cap de la Generalitat de Catalunya, i en Malick Malam Cassama, príncep guineà exiliat que als anys 70 fou reconegut oficialment com a ''primer negre'' de la Història en fer castells.

## Història

### Precedents locals (seglexix- anys 1960)
Des del segle xix Torredembarra havia comptat amb una notable tradició en el marc de les torres humanes, tot plegat gràcies a les exhibicions dutes a terme per balls de valencians (tot i els edictes de prohibició que van patir, com els de 1771 o 1876) i a les actuacions que protagonitzaren tant les colles vallenques des de mitjans de segle xix com els Nens del Vendrell pràcticament des de la seva fundació el 1926. Les actuacions d'aquestes agrupacions fomentaren i aportaren la vigència d'un insigne nivell casteller molt prematur a la localitat, a més de comportar que es duguessin a terme grans fites a la Plaça de la Verdura (posteriorment coneguda com ''de la Vila'') de Torredembarra. Entre tals proeses cal destacar-ne les següents: Alguns dels primers castells de nou pisos fets a la Història castellera (1851), el primer 5 de 8 descarregat, confirmat i registrat del Món casteller (1853), alguns gammes extres (com el gran 3 de 8 aixecat per sota del 1853) i diverses tripletes màgiques que tingueren un fort ressò en aquell període (com la efectuada per la Colla Vella el 1879), entre d'altres exemples. Tota aquesta tradició castellera tan arrelada fins i tot va arribar a motivar la formació d'una primerenca colla torrenca des del 1889, els coneguts com a Xiquets de Torredembarra o Xiquets de la Torre. Tal entitat veïnal castellera de caràcter emprenedor va aportar diverses actuacions puntuals sobretot en el marc de les festivitats locals, movent-se regularment entre la gamma de cinc i set pisos, tot i la vigent decadència que estava patint el Món Casteller del moment. El seu període d'activitat es va centrar estrictament en l'àmbit purament torrenc, i es va desenvolupar bàsicament entre final de segle xix i el primer terç del segle xx. Els seus marcs d'activitat més destacats foren sobretot entre els anys 1889-1905, 1920 i 1932.
Ja entrant al segle xx la localitat torrenca va seguir oferint diades castelleres amb bastanta regularitat, arribant a signar grans moments per a la Història Castellera. Durant la primera meitat del segle xx Torredembarra sobretot destacà per les actuacions que va veure a la dècada dels anys 30 i 40, encara que la Guerra Civil frenà l'estela de creixement des del 1936 al 1939. D'entre altres moments, en destacaren els primers 3 de 8 carregats al segle xx (que serien els únics que veuria el Món Casteller durant la primera meitat del segle) per part de la Colla Nova dels Xiquets de Valls a la Diada de Santa Rosalia del setembre de 1934 i 1935, a més dels dos primers 4 de 8 descarregats al Món Casteller durant la Postguerra, per part dels Xiquets de Valls o ''La Barreja'' el 1939 i 1941. Posteriorment, als anys 50 i 60, el poble va minvar quant a la xifra d'actuacions i el nivell constructiu, tot plegat a causa de la suma del complex context que es vivia a escala nacional, la costosa-lentíssima recuperació del panorama casteller, la falta d'inversions en diades castelleres durant les festivitats locals i l'èxode de persones del propi poble interessades pels castells cap a colles de les localitats del voltant (com Altafulla, Tarragona o el Vendrell). No obstant, bona part de l'afició autòctona va perdurar, i Torredembarra encara va arribar a veure grans castells durant tant complexes dècades; com cinc 2 de 7 o dos 3 de 7 aixecats per sota, construccions que durant tal període eren d'alt rendiment.

### Els inicis dels Nois de la Torre (1970-1976)
Fruit d'aquesta tradició castellera local, la forta afició dels veïns, els precedents d'una colla a la població i la rivalitat amb Altafulla (que havia fundat una colla pròpia el 1973), des del 1970 diversos aficionats castellers de Torredembarra començaren a endegar la possibilitat de crear una colla local. Ja a partir de 1970 havien estat fundades algunes agrupacions castelleres innovadores, i una vila de la tradició de Torredembarra no podia romandre sense colla pròpia, així que seguí tal exemple fundador. El grup iniciador no sobrepassava un nucli de tres persones, i ben aviat es veié ampliat mitjançant la col·laboració de diversos torrencs, alguns dels quals participaven o havien participat en colles com els Nens del Vendrell, els Xiquets de Tarragona o els Castellers d'Altafulla. Amb tot, el 1975 es fundà oficialment la colla castellera Nois de la Torre.
La nova agrupació buscà inicialment el suport dels veïns, de l'afició esportiva local i d'altres colles per consolidar-se inicialment, i des del juliol del 1975 va començar la seva activitat. Els Nens del Vendrell fou la colla que apadrinà a la nova agrupació castellera de Torredembarra. En poc més d'un mes la colla ja va bastir els seus primers pilars de cinc i castells de sis nets, la qual cosa mostrava potencial, però la veritable demostració que la nova colla s'havia fundat amb aspiracions es pogué començar a comprovar a partir del setembre; el 4 de setembre de 1975, per la diada de Santa Rosalia, els Nois de la Torre estrenaren la camisa blau cel (resultat dels colors de la U.D.T. - Unión Deportiva Torredembarra) i van efectuar la seva presentació oficial carregant el seu primer 3 de 7 i descarregant el seu primer 2 de 6, a més de bastir un 3 de 6 i els pilars de quatre i de cinc. La temporada de 1976 va ser de consolidació de les citades construccions, i la colla va seguir donant-se a conèixer al panorama casteller del moment. El 19 de febrer de 1976, en una actuació conjunta de les colles de la «província» a Tarragona, davant el rei Joan Carles I i la reina Sofia els Nois bastiren el 4 de 6 amb l'agulla i dos pilars de cinc.

### La Iª edat d'or de la colla de Torredembarra (1977-1982)
A la recta final dels anys 70 la colla anà sumant potencial i va començar a ser reconeguda: El 1977 els Nois de la Torre assoliren noves fites i se situaren en un lloc important dins el Món casteller: El 4 de setembre (Diada de Santa Rosalia) al descarregar el seu primer 2 de 7, un castell considerat tradicionalment dins la gamma de vuit. En tal diada, en la que també actuaren la Colla Joves Xiquets de Valls i els Xiquets de Tarragona, els castellers torrencs bastiren a més el 3 i 4 de 7, i intentaren per primer cop el pilar de 6. Amb tot, tal actuació va significar tota una fita castellera, doncs els 2 de 7 és un castell summament difícil típicament ubicat a la gamma de vuit, i cal tindre en compte que l'espadat de sis pisos havia sigut recuperat feia molt pocs anys pels Nens del Vendrell (1967-1968 carregat, i 1969 descarregat), sent encara summament infreqüent-intermintent a les plaçes i considerat sols assumible per les colles d'elit del moment. El dia 11 de setembre, a Torredembarra, amb un pilar al balcó de l'ajuntament els Nois col·locaren la bandera de Catalunya a la façana de la casa de la vila, d'on mancava malgrat les peticions del veïnat. Però el gran èxit de l'any va arribar el 13 de novembre, quan van carregar el seu primer pilar de 6 de mode definitiu a Sant Jaume dels Domenys, ascendint així gradualment cap a la cima castellera del període.
Les temporades 1978-1979 servirien per arribar a obtindre la plena consolidació dels Nois, seguint així la colla torrenca una forta dinàmica de proves ascendent: El diumenge de Rams de 1978 estigueren presents a Altafulla en l'estrena de l'himne casteller. Entre final d'abril i començament de maig de 1978 la colla sortia per primera vegada de Catalunya, per anar a Madrid convidada pel Cercle Català. El dia 29 d'abril, de pas, els Nois actuaren a Saragossa on van bastir un 3 de 7, dues torres de sis simultànies, un pilar de 5 i d'altres castells menors. Ja a Madrid, el 30 d'abril i l'1 de maig, la colla va fer diverses actuacions, aixecant castells com el 3 de 7, 3 de 6 aixecat per sota, 2 de 6 i pilar de 5. El viatge estigué ple d'anècdotes: així, per exemple, la colla feu nit a Navacerrada i en aixecar-se l'endemà, malgrat el fred, encara hi hagué ànims per plantar castells damunt la neu. A la temporada 1979, per començar, la colla deixà de provar temporalment el pilar de 6 a les plaçes en pos de millorar el rendiment de les proves a assaig. A les festes del Quadre de Santa Rosalia del 15 de juliol de 1979 descarregaren el 3 de 7 i el 4 de 7, i arribats a la Festa Major torrenca del 2 de setembre tornaren a carregar meritòriament el 2 de 7. Dos dies després, feien una actuació completa de castells de set: 3 i 4 de 7, 2 de 6 i dos pilars de 5. El 12 d'octubre a Igualada els torrencs van aconseguir fer castells de set tot i la llunyania respecte a Torredembarra. Tot plegat, el període 1978-1979 deixaria unes xifres castelleres summament destacables per als de la camisa blau cel, les quals permetrien fer un pas més per a encarar l'inci de la següent dècada amb grans perspectives. Entre tals xifres d'aquests dos anys, n'hem de destacar sobretot els vint-i-tres 3 de 7 assolits (21d + 2c) i el gran nivell pilaner demostrat tant amb els quaranta-cinc pilars de 5 aconsesguits (42d + 3c) com amb les potents proves pilar de 6 (dutes a termes en set intents).

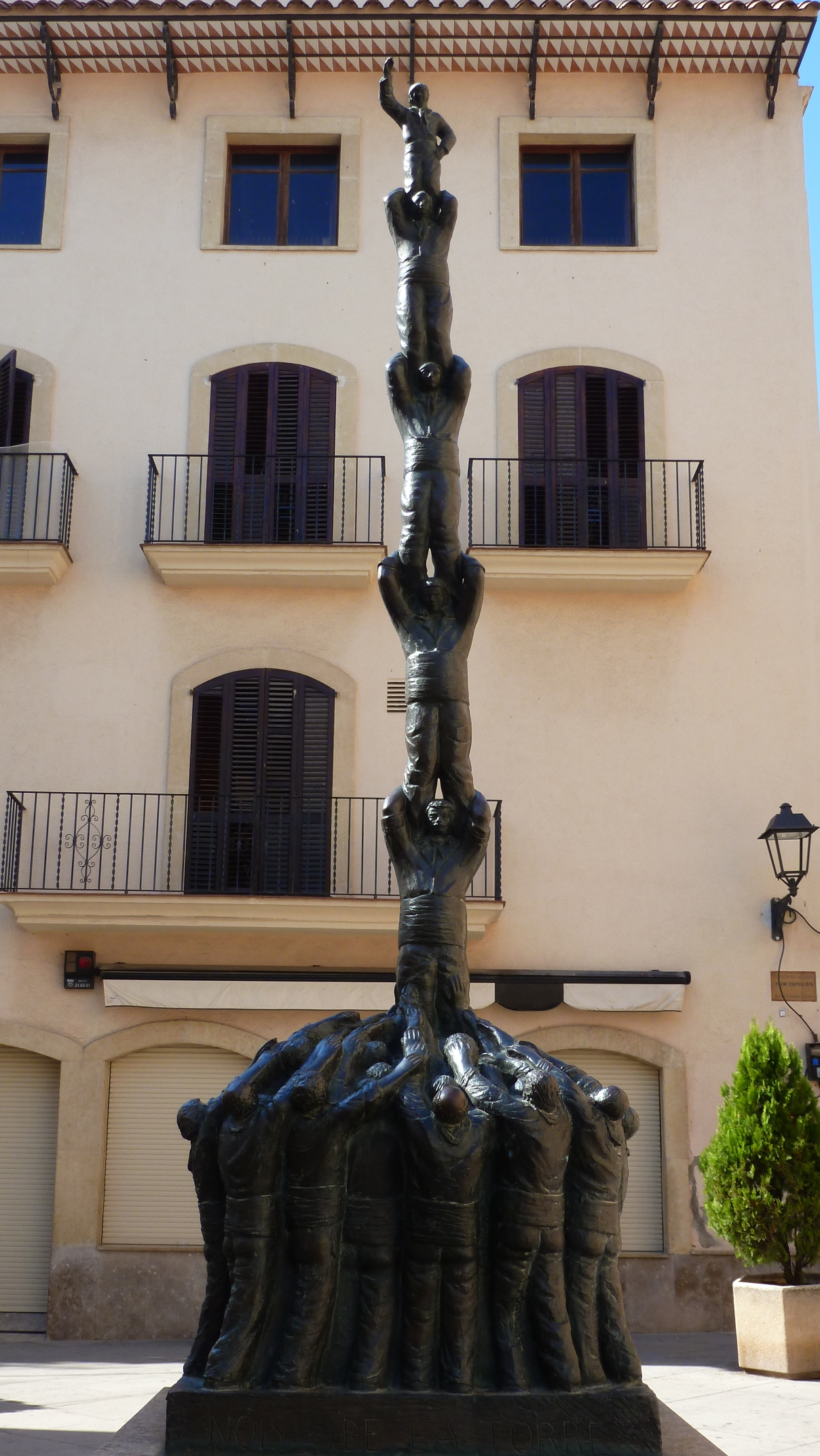
Monument de bronze ergit a la Plaça de la Vila de Torredembarra el 1981: En honor dels castellers, a la colla dels Nois de la Torre i a la gran fita de carregar el pilar de 6 per part dels locals el 1977 i el 1982.

L'inici dels anys 80 estigué marcat per la normalització de la gamma estàndard i alta de set, mostrant el potencial de la colla i sent ja oficialment reconeguda com una unitat de pes dins del Món Casteller d'aquell període: El 1980 els torrencs anaren al seu primer concurs tarragoní, assolint-ne molt meritòriament la 9ª plaça i començant a agafar experiència inicial en matèria del món dels concursos de castells. El 1981 els Nois van tornar a aconseguir grans xifres tant amb torres com amb pilars, sent capaços de carregar ni més ni menys que el 2 de 7, fer vint-i-quatre pilars de 5 (22d + 2c) i tornar a assaltar per primer cop des del 1978 el pilar de 6 (en tres ocasions infructuoses). A més, durant el mes d'octubre de 1981 la colla actuà de nou a Saragossa. Però fou durant la temporada 1982 quan la colla va fer el salt qualitatiu definitiu, doncs llavors els Nois de la Torre van aconseguir notòries fites: En primer lloc, van quedar a la 5ª plaça al IX Concurs de castells de Tarragona, sent tan sols la segona vegada que hi eren presents. L'actuació d'aquella diada tarragonina (4d7p, i2d7, 2d7c, i3d7ps, 3d7ps, ipd6 i pd5) continua sent fins al dia d'avui la millor exhibició de la història de la colla, i els crítics castellers de l'època aclamaren l'èxit d'aquella jove colla que en tant poc temps s'havia ergit amb força dins del panorama de les torres humanes gràcies a notòries fites, aspirant a seguir en una carrera de creixement exponencial. I en segón lloc, en acabar l'any els Nois van ensenyar un altre as que tenien a la màniga i que portaven treballant tot l'any; el dia 14 de novembre de 1982 foren capaços de carregar finalment el segón pilar de 6 del seu historial, aquella jornada rere un pimer intent fallit. Així doncs, al finalitzar l'any la colla castellera de Torredembarra havia sigut capaç de col·locar-se a l'Olimp casteller del període, tot i que portés molt pocs anys d'activitat a l'esquena. Els torrencs havien dut a les plaçes grans construccions com el pilar de 6, el 3 de 7 aixecat per sota, el 2 de 7 o el 4 de 7 amb el pilar en una mateixa temporada, de tal mode que llavors fou ja del tot reconeguda com una de les grans colles del moment, i sens dubte seguia aspirant a créixer encara més donat el seu potencial prometedor.

### La duríssima tragèdia torrenca (1983)
No obstant, les possibilitats d'arribar a ascendir i millorar castellerament caigueren de cop el 1983 a causa del pitjor accident que pot patir una colla; la mort d'un dels seus membres en plena activitat castellera. Al juliol l'enxaneta David Sánchez va caure d'un castell de set pisos i rebotà de la pinya al terra, patint d'aquesta manera un dur impacte al cap que acabà amb la seva jove vida i sent així la segona defunció documentada d'un casteller a la Història. Això va suposar un contundent impacte per a la moral de l'agrupació, que quasi plegà, però les nombroses i massives mostres de suport que reberen tant la colla com la localitat per part de la societat i les colles del moment motivà a seguir endavant i a no cesar la seva activitat. Aquest seria un dels majors exemples d'autosuperació de la Història castellera, i tal accident va ser i segueix sent commemorat amb nombrosos actes oficials, actuacions anuals, ofrenes florals, un monument commemoratiu amb el nom de l'enxaneta i l'honra de posar el nom del nen a un carrer de la vila. Anys després, aquesta crisi fou un dels motius que potenciaren la implementació i normalització gradual de l'ús dal casc per a la canalla al Món Casteller, des del 2006, eliminant els riscos dels més petits a patir traumatismes craneoencefàlics a causa de caigudes com la tragèdia succeïda el 1983.

### La llarga travessia del desert (1983-2006)
Aquest accident amb l'enxaneta va ser l'espurna per a l'inici del que els castellers torrencs coneixen com ''La llarga travessia del desert'', doncs començà una dura època per als Nois des del 1983 al 2006: Encara que entre les temporades 1983-1985 la colla va ser capaç de mantindre una bona part de la seva dinàmica i qualitat, a partir de 1986 el nivell dels torrencs caigué en picat. Degut a la crisi ocasionada el 1983 es provocà una contundent baixada de moral junt a una quantiosa pèrdua de camises, fets que s'anaren donant successivament, i així també es van perdre col·lateralment tant la gamma de set i mig com la possibilitat de fer el salt als castells de vuit (que hagués sigut el pas normal per a una colla que havia assolit fites com les de 1975 a 1982). A més, la confiança de la vila de Torredembarra en l'agrupació decaigué per temor a patir nous accidents similars al del 1983, per la qual cosa el fluix de nous integrants (tant canalla com adults) als Nois va quedar sota mínims durant dècades i en limità exponencialment el seu creixement. Des de la segona meitat dels anys vuitanta fins a principi de segle xxi l'agrupació torrenca va seguir executant castells de la gamma bàsica de sis i set, però no tornant a signar registres similars als de la seva primera etapa d'or en més de dues dècades. Ara bé, els Nois seguiren anant al Concurs de Tarragona des de les edicions 1984 a 1994, encara que ja no feien actuacions similars a la les que havien arribat a demostrar anteriorment (com les grans exhibicions castelleres als concursos dels anys 1980 o 1982).
El 1984 van ser la primera colla en dur publicitat a la camisa durant un breu període, amb el logotip de la constructora torrenca VICSAN, despertant així un debat al Món casteller que anys després tornaria a accentuar-se a causa de la publicitat que els Castellers de Vilafranca pretenien incorporar a les seves camises ja ben entrats al segle xxi. El 1992 els torrencs van participar en la cerimònia d'inauguració dels Jocs Olímpics de Barcelona amb un 4 de 7 conjunt.
Rere estar alguns anys sense aspirar a anar al Concurs de Tarragona (des del 1994) i amb esperit innovador, a partir del 1997 els Nois de la Torre van emprendre exitosament el projecte del Concur7. Aquest seria un concurs dut a terme a la Plaça del Castell de Torredembarra, on les colles de la gamma de sis i set podrien aspirar a participar-hi i a poder gaudir de l'esperit casteller en plena essència. Aquesta actuació va estar vigent en el seu model inicial com a tal entre 1997 i el 2013, organitzada pels locals i efectuant-se els anys on no hi havia el concurs tarragoní, però a partir de la temporada 2014 va integrar-se dins l'estructura organitzativa del Concurs de castells de Tarragona, i actualment se celebra el cap de semana anterior al certàmen de la capital. El nivell del Concur7 ha anat prosperant, i actualment s'hi poden arribar a veure fins i tot castells de la gamma de vuit.

### La gradual revifalla dels Nois (2007-2009)
Molts anys després, la colla torrenca i el poble tornaren a agafar forces per assolir fites històriques i anar superant de mica en mica el trauma patit el 1983, inaugurant un nou període de creixement tant social com casteller. Des de mitjans de la dècada del 2000 els Nois de la Torre van anar saconseguint algunes clàssiques de set de manera molt puntual, podent agafar així cert rodatge amb construccions que anys abans ja havien dominat perfectament. Però el primer gran salt endavant cap a una recuperació sòlida va arribar sobretot entre les temporades 2007 i 2008. En aquest punt del seu currículum, els Nois van tornar a normalitzar l'execució de castells de la gamma alta de sis i de set pisos bàsics per primer cop en molts anys. La regularització del 3 i 4 de 7, junt amb el pilar de 5, van donar confiança per anar encarant nous reptes i agafar un bon nivell de tronc.
Els fruits d'aquesta revifalla es recolliren per primer cop de mode notable al arribar a la temporada 2009: El 4 d'octubre del 2009, al VII Concurs de castells Vila de Torredembarra (Concur7), la colla descarregà tres castells de set en una mateixa diada, entre ells un innovador 3 de 7 amb l'agulla que desfermà l'alegria entre els de la camisa blau cel. Aquest 3 de 7 amb pilar era el primer de llarga història dels Nois, i suposava el primer castell de la gamma de set i mig realitzat exitosament pels torrencs des dels anys vuitanta. A més, era el primer cop en dècades que la colla aconseguia fer tres castells de la plena gamma de set en una mateixa actuació. S'obrien les portes doncs cap a un nou camí de gradual pujança, tenint per fi tots els ingredients per fer un contundent salt qualitatiu i ençetar una nova era pròpia.

### L'inici d'un nou cicle daurat (2010-Actualitat)

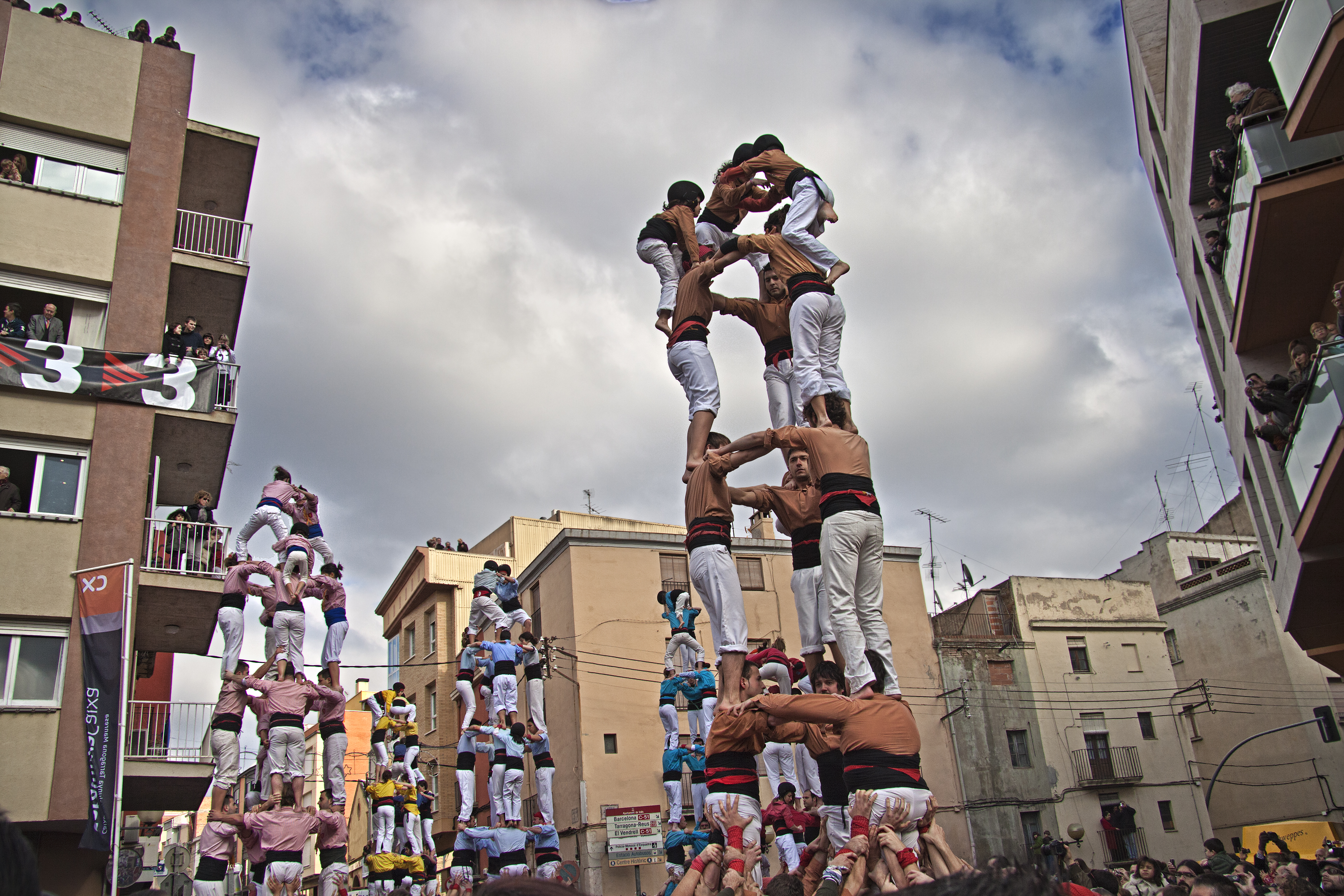
Nois de la Torre participant a les Festes Decennals de la Mare de Déu de la Candela l'any 2011, fent-hi el 4 de 7 més matinar del seu historial (al centre).

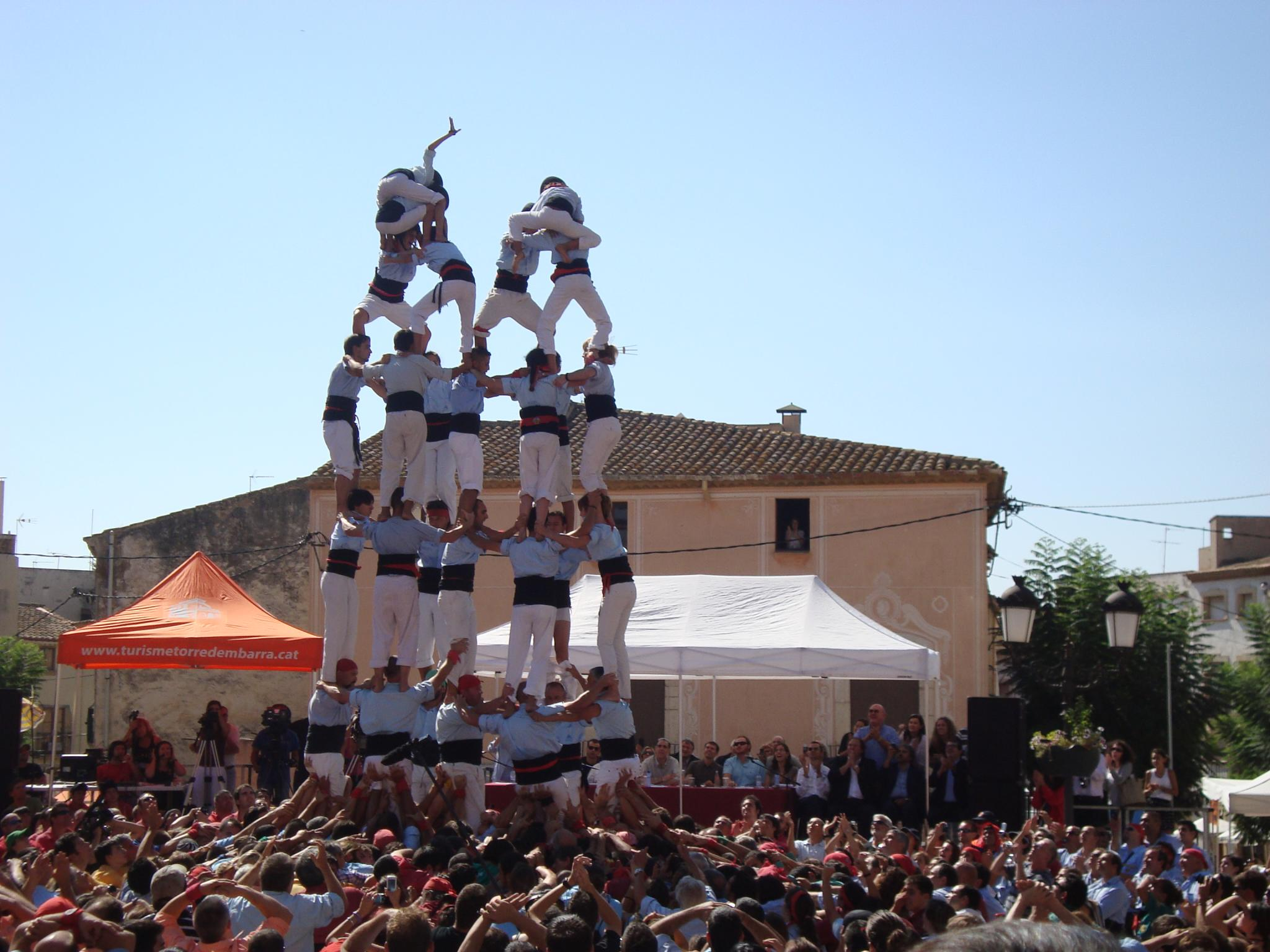
Primer 7 de 7 de la historia dels Nois, efectuat al Concur7 del 2011.

Entrant a la segona dècada del segle xx els Nois seguiren les petjades del creixement: Per començar, al 2010, a la diada de Santa Rosalia del 5 de setembre van completar una de les millors actuacions de la història de la colla descarregant el primeríssim 5 de 7 del seu currículum (era una construcció que sols havien intentat puntualment als seus millors moments històrics), acompanyat del 4 de 7 descarregat i un 3 de 7 amb l'agulla carregat. Una setmana més tard, al barri d'Horta de Barcelona van fer també una gran actuació completant el 3 de 7, el 4 de 7 i el 3 de 7 amb pilar carregat. Amb la suma dels tres castells de set i mig realitzats entre ambdues actuacions, els torrencs van recuperar col·lateral i oficialment la condició de colla de set i mig, una categoria que restava ja quasi oblidada a la localitat després de vàries dècades sense assolir-la plenament.
Entre els anys 2011-2013 la colla torrenca va signar les millors temporades consecutives del seu historial fins aleshores. Amb l'any 2011 les millores internes van seguir sent exponencials: Ja per començar, la colla va anar a les festes de les Decennals de Valls i va oferir un 4 de 7, sent aquest el castell de set pisos més matiner fet mai a la història de l'agrupació torrenca. A la Diada de Sant Joan del 24 de juny van carregar el 4 de 7 amb el pilar, recuperant-lo després de més de 35 anys, i rere probar-lo en diverses diades el descarregarien finalment a l'Arboç el 25 de setembre. Al VIII Concurs de castells Vila de Torredembarra van descarregar el primer 7 de 7 de la història de la colla, junt amb el 4 de 7 amb l'agulla i el 5 de 7, assolint així la segona posició del concurs i fent una de les millors actuacions del seu historial (la seva segona millor en aquell moment en concret). Amb la temporada 2012 seguí l'ascens blau cel, sent un any de plena consolidació; Durant la Diada de Santa Rosalia del 2 de setembre van descarregar el 7 de 7, el 5 de 7, el 4 de 7 amb el pilar i el pilar de 5, amb els quals en aquell moment la colla va igualar la segona millor actuació de la seva pròpia història. Però l'element que va donar major força als torrencs va ser la respectiva tornada al Concurs de Tarragona d'aquell any, durant la XXIVª Edició, trepitjant per primer cop l'antiga plaça de braus tarragonina 18 anys després del darrer cop (el 1994). Els Nois van realitzar grans passos amb el 3 de 7 amb el pilar, el 7 de 7, el 5 de 7 i el pilar de 5, i intentaren el 3 de 7 aixecat per sota per primer cop en més de trenta anys, quedant així a la 29ª posició. Durant la temporada 2013 la colla va seguir millorant, i ho va demostrar amb la seva regularitat en castells de la gamma de set i de set i mig: El primer gran pas fou a Santa Rosalia, on va tornar a descarregar el 3 i 4 de 7 amb el pilar i el 5 de 7, aquest cop incloent-hi un vano amb dos pilars de 5. Per millorar aquell gran any, l'agrupació va ser capaç de quedar en tercera al IX Concurs de Castells Vila de Torredembarra al descaregar notòriament una actuació que semblava que els portava molt bona sort; el 5 de 7, 7 de 7 i 4 de 7 amb el pilar, fent altre cop una de les millors exhibicions de l'historial dels Nois. En acabar-se la temporada (27 d'octubre) la colla se sentia en tan bona forma que fins i tot s'atreví a fer una prova de 2 de 7 (id), per primer cop en dècades. Era doncs una era daurada per al conjunt blau cel.

No obstant, a l'any 2014 una pugna interna a l'entitat en plena temporada ocasionà una crisi que va reduir temporalment el rendiment casteller de la colla. Tot i així, gràcies als registres fets fins a l'agost d'aquell any, com la Diada del Quadre (pd4cam, 4d7p, id5d7, 7d7, 3d7p, 2pd5), els Nois van guanyar-se el dret d'anar al XXV Concurs de Castells de Tarragona. Entre el 2015-2016 els Nois de la Torre van patir llavors una breu davallada del seu nivell prèviament ascendent, però foren capaços de mantindre plenament tant la gamma de set com la gamma de set i mig gràcies al 4 de 7 amb el pilar i el 3 de 7 amb el pilar, a més de realitzar quantiosos castells de la gamma bàsica de set; en dos anys van fer onze pilars de 5 (9d + 2c), dotze 3 de 7 descarregats, onze 4 de 7 (10d + 1c), un 3 de 7 amb el pilar descarregat i un 4 de 7 amb el pilar carregat. Així que el timó mantingué el seu rumb per als de la camisa blau cel, i no es va perdre la solidesa de la veterana colla castellera torrenca tot i els succesius entrebancs amb els que havia anat topant.

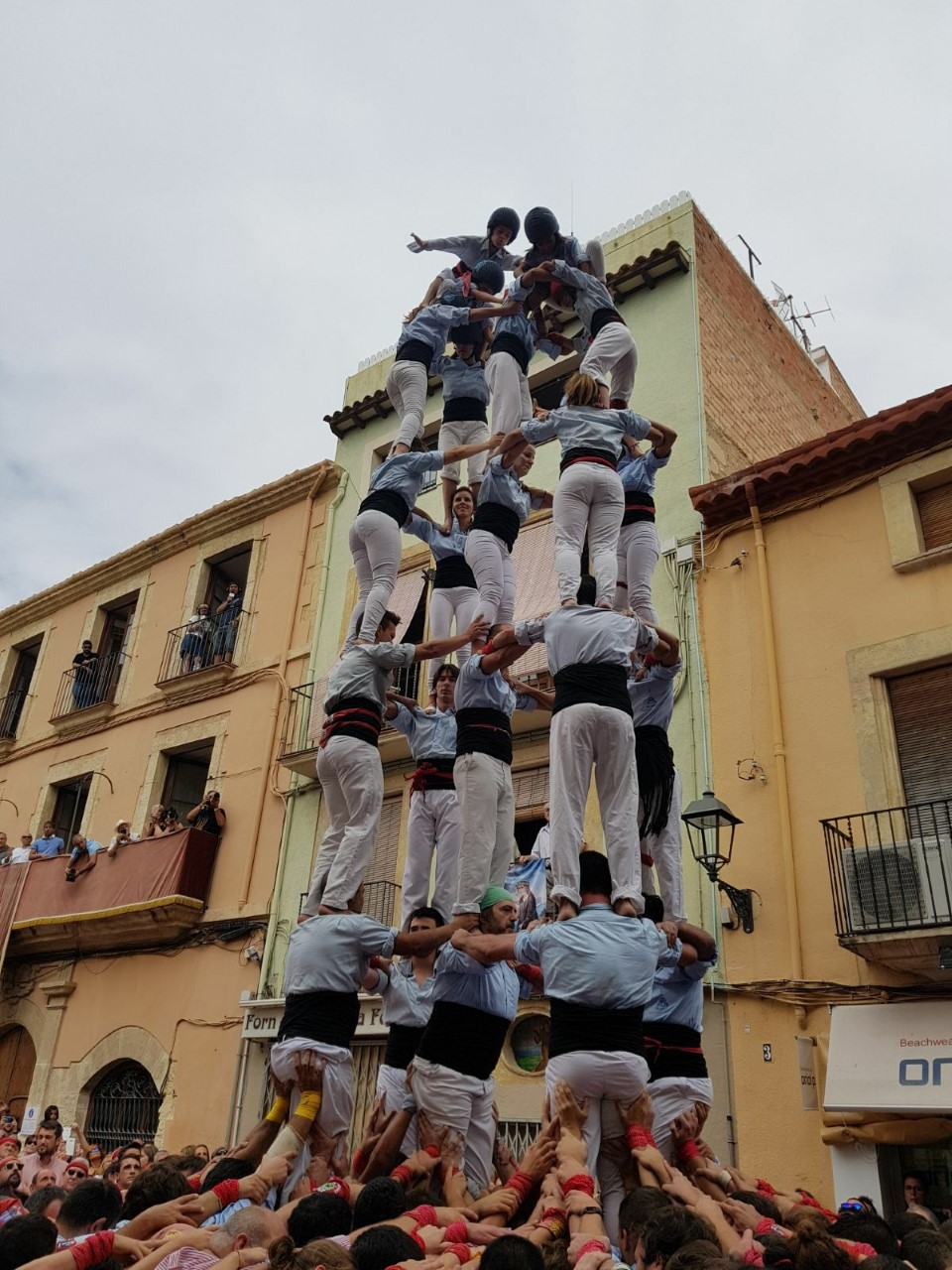
Recuperació del 5 de 7 per Diada de Santa Rosalia de Torredembarra, 3-IX-2017. Foto de; Lourdes Llima.

Ara bé, amb la temporada 2017 la colla va recuperar el ritme de creixement que l'havia guiat en anys anteriors: En un únic any va agafar la dinàmica de tornar a elevar els seus registres tant en castells set com en castells de set amb el pilar (4d7:8 - 3d7:11 - 4d7p: 4 - 3d7p: 8), no patint a més cap caiguda en tot l'any. Tanmateix, a la Diada de Santa Rosalia del 3 de setembre del 2017 els Nois varen fer la seva segona millor actuació de la històra fins llavors al descarregar el 4 de 7 amb el pilar, el 5 de 7, el 3 de 7 aixecar per sota i el pilar de 5. Aquest 5 de 7 era el primer que feien des del 2014, i el 3 de 7 aixecat per sota era el primer que realitzaven exitosament ni més ni menys que des de la temporada 1982. A la Nit dels Castells 2018, referent a la temporada 2017, la colla torrenca rebé el Premi Honorífic Descarregat en reconeixement de la projecció a la qual havien arribat i a la seva nul·la taxa de caigudes durant l'any. Tot plegat, el 2017 es consolidava com la segona millor temporada de la història dels Nois de la Torre fins llavors, per la qual cosa la colla es trobava en disposició de fer un nou salt i mirar cap a la gamma de vuit per primer cop en anys.

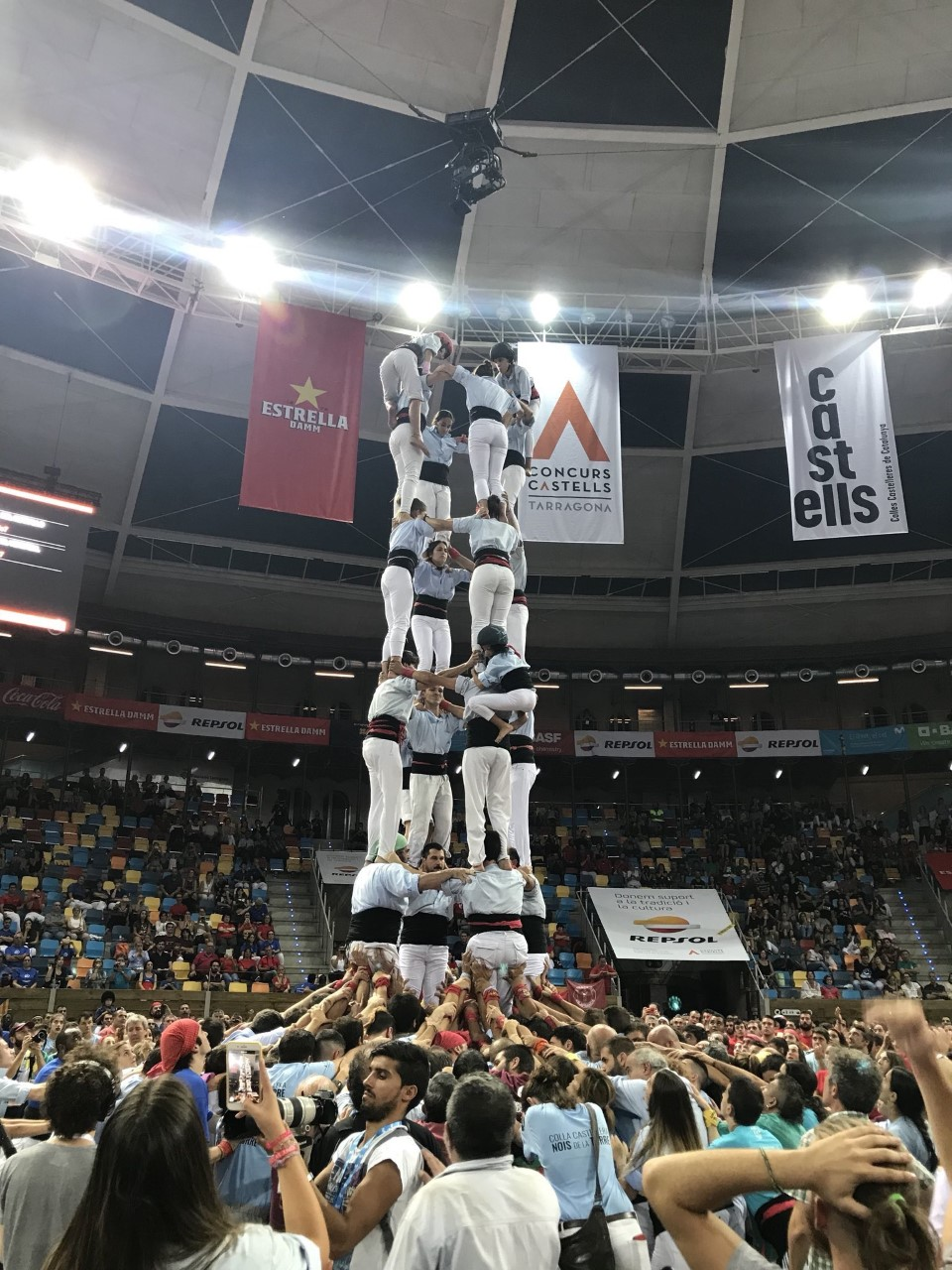
Primer intent de 4 de 8 de la Història dels Nois de la Torre, XXVII Concurs de Castells de Tarragona. Extret de; Castells en Xarxa.

La feina feta va arrelar del tot, i l'any 2018 es va revelar com la millor temporada de la llarga trajectòria dels Nois de la Torre: Abans de Sant Joan l'any ja prometia per a l'agrupació, veient-se el 3 de 7 amb el pilar per Sant Jordi (22-IV-2018) i ajuntant el 3 i 4 de 7 amb el pilar per la Diada David Sánchez (6-V-2018), unes dates molt matineres per fer tals castells al calendari torrenc. D'aquesta manera arribats a 24 de juny llavors ja s'havia picat prou pedra per part del conjunt de Torredembarra, i als dos castells de set amb el pilar bàsics la colla hi va afegir el 5 de 7, duent a terme la millor Diada de Sant Joan del seu llarg historial. La següent parada apuntava maneres, la Diada del Quadre de Santa Rosalia de Torredembarra (14-VII-2018), i no va decebre pas; l'agrupació local va completar-hi la segona millor actuació de la seva història fins al moment amb el pilar de 4 caminant, el 7 de 7 (recuperat per fi, doncs l'últim fet pels Nois datava del 2014), el primeríssim 3 de 7 aixecat per sota de l'any, el 5 de 7 i el pilar de 5. El tour blau cel continuà llavors fent castells de set fins a arribar als Pallaresos, on es va dur a terme la segona millor actuació feta mai per la colla a fora de Torredembarra (solament amb el Concurs de Tarragona de 1982 per davant); completant-hi el 4 de 7 amb el pilar, el 3 de 7 aixecat per sota, el 5 de 7 i un pilar de 5 carregat. L'agrupació agafava així forces per encarar la pròpia Festa Major torrenca i la posterior tornada a la jornada de dissabte del Concurs de Castells de Tarragona, amb una notable ambició i grans registres propis: Per la Diada de Santa Rosalia (3-IX-2018) els Nois signaven una gran jornada, fent-hi el 3 i 4 de 7 amb el pilar, inaugurant ni més ni menys el primer 5 de 7 amb el pilar de tot el seu longeu currículum, provant el 2 de 7 per primer cop des del 2013 (tot i que quedà en intent) i culminant el dia amb un vano de dos pilars de 5. Al XXVII Concurs tarragoní els de la camisa blau cel tiraven endavant amb el 7 de 7, el 5 de 7 i el 3 de 7 aixecat per sota, atrevint-se en ronda de millora fins i tot a fer la primera prova de castell de vuit de l'historial dels torrencs, amb el 4 de 8. Tot i que aquell pas endavant acabà només en intent, i que les posteriors diades no van regalar més sorpreses, els Nois de la Torre havien consolidat així una estel·la de mèrits pròpis que els deixava a l'alça; vint-i-tres castells de set bàsics (3d7; 15 + 4d7; 8d), setze pilars de 5 (15d + 1c), vint-i-un castells de set i mig que ampliaven notablement la gamma de la colla blau cel i implicaven nous rècords anuals propis (7 3d7p, 4 4d7p, 2 7d7, 4 5d7, 1 5d7p, 3 3d7ps) i novedosos intents de grans reptes propis de la gamma de vuit. A més, el saldo final de la temporada comptà amb una efectivitat del 93'6% de descàrregues -contant també els pd4- i sis úniques caigudes puntuals (2c + 4i), un gran mèrit tinguen en compte la notable quantitat de construccions portades a plaça durant l'any; un total de 140. Així doncs, la colla està en una posició ascendent molt sòlida i continua ampliant el seu ventall constructiu, de manera que segueix amb l'empenta per provar d'entrar a la gamma de vuit d'una vegada per totes.

## L'evolució dels Nois en punts, 1975-2018
- Gràfica d'evolució dels Nois, feta a partir de les 5 millors actuacions anuals, contant 3 castells + pilar i emprant la Taula de Puntuacions del XXVII Concurs de Castells (2018):